# 菊池寛幸
菊池 寛幸（きくち ひろゆき、1965年8月3日 - ）は、京都府出身のオートバイ・ロードレースライダー。2005年, 2008年, 2009年全日本ロードレース選手権GP125チャンピオン。1995年ロードレース世界選手権GP125フル参戦。鈴鹿レーシングスクール講師。
マネージメントはSpeed of Japan

## 戦績
- 1993年 - 全日本ロードレース選手権GP125ランキング4位
- 1994年 - 全日本ロードレース選手権GP125ランキング9位
- 1995年 - ロードレース世界選手権GP125ノーポイント

全日本ロードレース選手権GP125ランキング30位
- 1996年 - 全日本ロードレース選手権GP125ランキング10位
- 1997年 - 全日本ロードレース選手権GP125ランキング2位
- 1998年 - ロードレース世界選手権GP125ランキング15位

全日本ロードレース選手権GP125ランキング12位
- 1999年 - 全日本ロードレース選手権GP125ランキング3位
- 2000年 - 全日本ロードレース選手権GP125ランキング3位
- 2001年 - 全日本ロードレース選手権GP125ランキング3位
- 2002年 - 全日本ロードレース選手権GP125ランキング5位
- 2003年 - 全日本ロードレース選手権GP125ランキング4位
- 2004年 - 全日本ロードレース選手権GP125ランキング3位
- 2005年 - 全日本ロードレース選手権GP125チャンピオン
- 2006年 - 全日本ロードレース選手権GP125ランキング4位 l
- 2007年 - 全日本ロードレース選手権GP125ランキング8位
- 2008年 - 全日本ロードレース選手権GP125チャンピオン
- 2009年 - 全日本ロードレース選手権GP125チャンピオン
- 2010年 - 全日本ロードレース選手権GP125ランキング2位